# Lagoudera
Lagoudera (en griego: Λαγουδερά; en turco: Lagudera) es un pueblo en el distrito de Nicosia de Chipre, situada cerca de Chandria.